# Psilochira durioides
Psilochira durioides är en fjärilsart som beskrevs av Embrik Strand 1915. Psilochira durioides ingår i släktet Psilochira och familjen tofsspinnare. Inga underarter finns listade.